# Eskimo-Aleutian
Eskimo-Aleutian jeziki (zasebna koda: eska) jezikovna družina v arktični regiji ZDA, Kanade Grenlandije in skrajnega severovzhoda [[Sibirija|Sibirije]. Vključuje (11) jezikov, ki jih govorijo Aleuti in Eskimi.
A) Aleutski jezik(1), Sibirija, ZDA
B) Eskimski jeziki (10), Kanada, ZDA, Sibirija: deset različnih eskimskih jezikov, imenovanih inupiatun, inuktitut in yupik.

## Notranja klasifikacija
|  | Jezik Alutiiq          |
|  |                        |
|  | Osrednjealjaski Yupʼik |
|  |                        |
|  | Naukan Yupik jezik     |
|  |                        |
|  | Srednjesibirski jupik  |
|  |                        |

|  | Iñupiaq jezik     |
|  |                   |
|  | Inuvialuktun      |
|  |                   |
|  | Inuktitut         |
|  |                   |
|  | Grenlandski jezik |
|  |                   |

|  | Jezik Alutiiq          |
|  |                        |
|  | Osrednjealjaski Yupʼik |
|  |                        |
|  | Naukan Yupik jezik     |
|  |                        |
|  | Srednjesibirski jupik  |
|  |                        |

|  | Iñupiaq jezik     |
|  |                   |
|  | Inuvialuktun      |
|  |                   |
|  | Inuktitut         |
|  |                   |
|  | Grenlandski jezik |
|  |                   |

|  | Jezik Alutiiq          |
|  |                        |
|  | Osrednjealjaski Yupʼik |
|  |                        |
|  | Naukan Yupik jezik     |
|  |                        |
|  | Srednjesibirski jupik  |
|  |                        |

|  | Iñupiaq jezik     |
|  |                   |
|  | Inuvialuktun      |
|  |                   |
|  | Inuktitut         |
|  |                   |
|  | Grenlandski jezik |
|  |                   |

|  | Jezik Alutiiq          |
|  |                        |
|  | Osrednjealjaski Yupʼik |
|  |                        |
|  | Naukan Yupik jezik     |
|  |                        |
|  | Srednjesibirski jupik  |
|  |                        |

|  | Iñupiaq jezik     |
|  |                   |
|  | Inuvialuktun      |
|  |                   |
|  | Inuktitut         |
|  |                   |
|  | Grenlandski jezik |
|  |                   |

- Eskaleut
  - Aleutski jezik (Unangam Tunuu) (40–80 govorcev)
    - Zahodno-osrednja narečja: Atkan, Attuan † (1997), Bering † (2021), Unangan
    - Vzhodna narečja: Unalaskan, Pribilof

  - Eskimoan
    - Sireniški jezik (Uqeghllistun) † (1997)
    - yupiški jeziki ali zahodni eskimski jezik
      - Alutiiq language ali pacifiški zalivski yupik (pribl. 80 govorcev)
        - Koniag Alutiiq (Alutiit’stun)
        - Chugach Alutiiq (Sugt’stun)

      - Jezik srednjealjaškega yup'ika (5000 govorcev ±50 %)
        - Jezik srednjealjaškega yup'ika (»jugtun«)
        - hevak Cupꞌik narečje (Cugtun)
        - Jezik Nunivak Cupʼig (Cugtun) (5–25 govorcev)

      - jezik Naukan Yupik(Nuvuqaghmiistun) (70 govorcev)
      - jezik osrednjesibirskega yupika(Yuit/Yupigestun) ("Yuit" v Rusiji, "Yupigestun" na Aljaski; Chaplino in Otok sv. Lovrenca)
        - Chaplinsko narečje (Chaplinski) Yupik (Ungazighmiistun) (ca. 200 govorcev)
        - Sv. Otok Lawrence Yupik (Sivuqaghmiistun) (400–750 govorcev)

    - Inuitski jeziki ali vzhodna eskimščina (približno 100.000 govorcev)
      - jezik Iñupiaq ali Inupiat (severna Aljaska, 5000 govorcev ±50%)
        - Iñupiaq/Qawiaraq ali Sewardov polotok Inupiaq
        - Inupiatun/Iñupiatun ali severnoaljaški inupiaq (vključno z Uummarmiutun (Aklavik, Inuvik))

      - Inuvialuktun (zahodna Kanada; 1020 govorcev, popis 2016)
        - Siglitun (Paulatuk, Sachs pristanišče, Tuktoyaktuk)
        - Inuinnaqtun (v Ulukhaktoku znan tudi kot Kangiryuarmiutun)
        - Natsilingmiutut (območje Netsilik, Nunavut)

      - Inuktitut (vzhodna Kanada; 36.000 govorci, popis 2016)
        - Inuttitut ali Nunatsiavummiutut (Nunatsiavut, 550 govorcev)
        - Nunavik/Nunavimmiutitut (Nunavik)
        - Inuktitut/|Qikiqtaaluk nigiani (južni Baffin)
        - Severnobaffinsko narečje/Qikiqtaaluk uannangani]] ali Iglulingmiut (Severni Baffin)
        - Aivilingmiutut (vzhodni osrednji Nunavut)
        - kivalliqsko narečje (jugovzhodni Nunavut)
        - Inuktun ali Avanersuaq (polarni eskimi, Grenlandija, 800 govorcev)

      - grenlandski jezik (Grenlandija: 50.000 govorcev Grenlandija, 7.000 Danska)
        - zahodnogrenlandščina/kalaallisut (zahodnogrenlandščina, 44.000 govorcev)
        - Tunumiitsko narečje/Tunumiisut (vzhodna grenlandščina, 3000 govorcev)